# Marie-Thérèse Abena Ondoa
Marie-Thérèse Abena Ondoa (nhũ danh: Obama) là nhà học giả và chính trị gia người Cameroon. Bà là Bộ trưởng Bộ Trao quyền Phụ nữ và Gia đình Cameroon từ năm 2009. Trước đó, bà là trợ lý trưởng khoa Y của Đại học Yaounde.

## Học tập và y tế
Trước khi được bổ nhiệm làm bộ trưởng, bà đã làm việc trong các tường đại học và bệnh viện. Bà là Giáo sư tại Khoa Y học trường Đại học Yaoundé I, phụ trách nghiên cứu và hợp tác. Bà còn là Trưởng khoa Nhi Bệnh viện Giảng dạy Đại học (CHU) của thủ đô Yaoundé. Ngày 17 tháng 3 năm 2009, bà được bổ nhiệm làm giám đốc bệnh viện khu vực Yaoundé, trở thành người phụ nữ đầu tiên của Cameroon nắm giữ vị trí giám đốc bệnh viện.

## Chính trị
Năm 2009, 4 tháng sau khi được bổ nhiệm làm giám đốc bệnh viện khu vực tại Yaounde, bà được bổ nhiệm làm Bộ trưởng Trao quyền Phụ nữ và Gia đình, thay thế người tiền nhiệm Suzanne Mbomback. Ngày 2 tháng 10 năm 2015, bà được bổ nhiệm lại để thực hiện các chức năng tương tự trong cuộc cải tổ nội các Philemon Yang. Năm 2016, bà quản lý ngân sách gần 7 tỷ franc CFA (hơn 10 triệu euro), tăng 21% so với cùng kỳ năm trước đó.
Vào Ngày Quốc tế Quyền trẻ em năm 2016, bà phản đối mạnh mẽ nạn tảo hôn, điều này đặc biệt ảnh hưởng đến các bé gái vì đã tước đi quyền được học. Bà kêu gọi các nhà lãnh đạo, cũng như các nhà báo, gia đình đấu tranh chống lại không chỉ hủ tục tảo hôn này mà còn với các hủ tục lạc hậu khác.
Liên quan đến sự chậm trễ trong việc giáo dục và đào tạo phụ nữ, bà ủng hộ chính sách xây dựng trường học dựa vào vốn nước ngoài, trong đó vốn Nhật Bản giữ vai trò then chốt. Bà hỗ trợ các cô gái đã bỏ học ở khu vực nông thôn bằng cách khuyến khích họ tham gia vào các trung tâm đào tạo học nghề. Các trung tâm này cung cấp các chương trình như công nghệ thông tin, truyền thông và quản lý dự án.
Ngày 19 tháng 4 năm 2012, một dự luật về việc xem xét mã bầu cử của Cameroon đã được thông qua. Dự luật bao gồm các biện pháp nhằm mục đích tôn trọng sự bình đẳng giới. Dự luật này dẫn đến sự gia tăng số lượng nữ nghị sĩ từ con số 25 lên 56, cho phép Cameroon đạt được các mục tiêu của Công ước loại bỏ mọi hình thức phân biệt đối xử với phụ nữ (CEDAW).